# Aeroportul Santa Cruz Island
Aeroportul Santa Cruz Island (IATA: SZN, ICAO: KSZN, FAA LID: SZN) este un aeroport din California, Statele Unite ale Americii.
Situat la o altitudine de 15 m, aeroportul dispune de 1 pistă.

## Infrastructură

### Piste
Aeroportul dispune de o singură pistă. Pista 09/27 are suprafața de loam[*] și dimensiunile 2.150 picioare × 50 picioare. 